# Achias carolinae
Achias carolinae är en tvåvingeart som beskrevs av Mcalpine 1994. Achias carolinae ingår i släktet Achias och familjen bredmunsflugor. Inga underarter finns listade i Catalogue of Life.